# Sciez
Sciez – miejscowość i gmina we Francji, w regionie Owernia-Rodan-Alpy, w departamencie Górna Sabaudia.
Według danych na rok 1990 gminę zamieszkiwało 3371 osób, a gęstość zaludnienia wynosiła 165 osób/km² (wśród 2880 gmin regionu Rodan-Alpy Sciez plasuje się na 260. miejscu pod względem liczby ludności, natomiast pod względem powierzchni na miejscu 484.).